# Robert Wise
Robert Earl Wise (Winchester, Indiana; 10 de septiembre de 1914-Los Ángeles, California; 14 de septiembre de 2005) fue un director de cine y productor estadounidense.

## Biografía

### Primeros años y formación
Wise nació en Winchester, Indiana, el hijo menor de Olive R. (de soltera Longenecker) y Earl W. Wise, un empaquetador de carne Tenía un hermano mayor, David. La familia se mudó a Connersville, condado de Fayette, Indiana, donde Wise asistió a escuelas públicas. Cuando era joven, el pasatiempo favorito de Wise era ir al cine. Como estudiante en Connersville High School, Wise escribió columnas de humor y deportes para el periódico de la escuela y fue miembro del personal del anuario y del club de poesía. Wise inicialmente buscó una carrera en periodismo y después de graduarse de la escuela secundaria asistió a Franklin College, una pequeña universidad de artes liberales al sur de Indianápolis, Indiana, con una beca. En 1933, debido a la mala situación financiera de la familia durante la Gran Depresión, Wise no pudo regresar a la universidad para su segundo año y se mudó a Hollywood para comenzar una carrera de por vida en la industria cinematográfica. El hermano mayor de Wise, David, que se había ido a Hollywood varios años antes y trabajaba en RKO Pictures, encontró trabajo para su hermano menor en el departamento de envíos de RKO. Wise trabajó en trabajos ocasionales en el estudio antes de pasar a la edición.:

### Carrera
Comenzó a trabajar a los 19 años en la productora RKO, dada la crisis económica: primero en el departamento de sonorización y más tarde en el de edición. Trabajando como montador conoció a Orson Welles, quien le pidió que le montase su película Ciudadano Kane (1941). Por esta película, fue candidato al Óscar al mejor montaje. Luego colaboró en The Magnificent Ambersons, de Welles.
Tuvo una larga carrera que desde 1944 se extiende en 57 años, y la cual es muy ecléctica: historias de amor, dramas, wésterns, policíacos, comedias musicales, temas fantásticos, de ciencia ficción o de catástrofes atraviesan su cine. En conjunto, 40 cintas que han marcado en distinto grado la historia del cine.

### Vida personal
El 25 de mayo de 1942, Wise se casó con la actriz Patricia Doyle. A lo largo de su larga vida juntos, Wise y su esposa disfrutaron del entretenimiento y los viajes, antes de que ella muriera de cáncer el 22 de septiembre de 1975. La pareja tuvo un hijo, Robert, que se convirtió en asistente de cámara. El 29 de enero de 1977, Wise se casó con Millicent Franklin.
Wise tenía un amplio bungaló en el lote de Universal Studios y era dueño de una moderna casa en la playa de California. Continuó proyectando películas para disfrute personal y tomó decisiones de "montaje final" sobre sus películas
Retirado de la dirección desde 1989, fue galardonado con los premios honoríficos de la American Society of Cinematographers (1997) y del American Film Institute (1998).
Wise sufrió un ataque cardíaco y fue trasladado de urgencia al Centro Médico de UCLA, donde murió de insuficiencia cardíaca el 14 de septiembre de 2005, cuatro días después de cumplir 91 años.Falleció un día antes del inicio del Festival de San Sebastián, que ese año le iba a dedicar una retrospectiva. Su esposa Millicent Wise recibió la trágica noticia en San Sebastián, partiendo de inmediato a Los Ángeles. 
Su esposa Millicent murió el 31 de agosto de 2010 en el Hospital Cedars-Sinai de Los Ángeles.

## El cineasta
Debutó en la dirección en 1944 con La venganza de la mujer pantera (The Curse of the Cat People), por azar: al sustituir en 1943 a Gunther von Fritsch en el rodaje del filme. Su cine musical, negro y fantástico destacó por su dominio técnico, sobriedad y excelente narrativa.
Hizo varias películas de serie B como la excelente The Body Snatcher en 1945, basada en un relato de Robert Louis Stevenson y con Boris Karloff o Born to Kill (1947). En 1949 firmó uno de los mejores filmes consagrados al boxeo, en donde pioneramente la acción se desarrolla en tiempo real: The Set Up (película de 1949), que logró el Prix de la Critique en Cannes.
Entre sus películas destacan The Day the Earth Stood Still (1951), parábola sobre la proliferación del armamento nuclear; The House on Telegraph Hill (1951); The Captive City (1952); Marcado por el odio (1956), y un film contra la pena de muerte que abordaba la vida de la primera mujer ejecutada en los Estados Unidos: ¡Quiero vivir!, (1958).
Luego hizo su película más conocida, West Side Story (junto con Jerome Robbins, 1961); con la que consiguió ocho Premios Óscar, entre ellos los de mejor película y mejor director en 1961. Su film The Sound of Music consiguió cinco Premios Óscar en 1965, entre los que destacan los de mejor película y mejor director, y fue un descomunal éxito de taquilla: había costado nueve millones de dólares y recaudó más de cien en cuatro años.
Otras películas suyas son The Sand Pebbles (1966), La amenaza de Andrómeda (1971), Star Trek: The Motion Picture (1979) y Rooftops (1989).

## Filmografía
| Título en España                                              | Título original               | Año  |
| ------------------------------------------------------------- | ----------------------------- | ---- |
| El cuarto mandamiento (secuencias adicionales; no acreditado) | The Magnificent Ambersons     | 1942 |
| El regreso de la mujer pantera                                | The Curse of the Cat People   | 1944 |
| Mademoiselle Fifi                                             | Mademoiselle Fifi             | 1944 |
| El ladrón de cadáveres                                        | The Body Snatcher             | 1945 |
| A Game of Death                                               | A Game of Death               | 1945 |
| Juzgado criminal                                              | Criminal Court                | 1946 |
| Born to Kill (Nacido para matar)                              | Born to Kill                  | 1947 |
| Sangre sobre la luna                                          | Blood on the Moon             | 1948 |
| Misterio en México                                            | Mystery in Mexico             | 1948 |
| Nadie puede vencerme                                          | The Set-Up                    | 1949 |
| Entre dos juramentos                                          | Two Flags West                | 1950 |
| Tres secretos                                                 | Three Secrets                 | 1950 |
| Ultimátum a la Tierra                                         | The Day the Earth Stood Still | 1951 |
| La casa de la colina                                          | The House on Telegraph Hill   | 1951 |
| La ciudad cautiva                                             | The Captive City              | 1952 |
| Something for the Birds                                       | Something for the Birds       | 1952 |
| Las ratas del desierto                                        | The Desert Rats               | 1953 |
| Tempestad en Asia                                             | Destination Gobi              | 1953 |
| Trigo y esmeralda                                             | So Big                        | 1953 |
| La torre de los ambiciosos                                    | Executive Suite               | 1954 |
| Helena de Troya                                               | Helen of Troy                 | 1956 |
| La ley de la horca                                            | Tribute to a Bad Man          | 1956 |
| Marcado por el odio                                           | Somebody Up There Likes Me    | 1956 |
| This Could Be the Night                                       | This Could Be the Night       | 1957 |
| Mujeres culpables                                             | Until They Sail               | 1957 |
| ¡Quiero vivir!                                                | I Want to Live!               | 1958 |
| Torpedo                                                       | Run Silent, Run Deep          | 1958 |
| Apuestas contra el mañana                                     | Odds Against Tomorrow         | 1959 |
| West Side Story                                               | West Side Story               | 1961 |
| Cualquier día en cualquier esquina                            | Two For the Seesaw            | 1962 |
| La casa encantada                                             | The Haunting                  | 1963 |
| Sonrisas y lágrimas                                           | The Sound of Music            | 1965 |
| El Yang-Tsé en llamas                                         | The Sand Pebbles              | 1966 |
| La estrella                                                   | Starǃ                         | 1968 |
| La amenaza de Andrómeda                                       | The Andromeda Strain          | 1971 |
| Two People (Encuentro en Marrakech)                           | Two People                    | 1973 |
| Hindenburg                                                    | The Hindenburg                | 1975 |
| Las dos vidas de Audrey Rose                                  | Audrey Rose                   | 1977 |
| Star Trek, la película                                        | Star Trek: The Motion Picture | 1979 |
| Wisdom, el delincuente                                        | Wisdom                        | 1986 |
| Rooftops                                                      | Rooftops                      | 1989 |
| Una tormenta de verano                                        | A Storm in Summer             | 2000 |

## Premios y distinciones
Wise ganó cuatro premios Oscar (Mejor Director y Mejor Película, 1961 y 1965) y también recibió el Premio en Memoria de Irving G. Thalberg de la Academia (1966); el D.W. Premio Griffith (1988) del Directors Guild of America por su trayectoria destacada; la Medalla Nacional de las Artes (1992); Premio a la Trayectoria del American Film Institute (AFI) (1998); y el premio a la carrera de la Sociedad de Directores de Cine y Televisión  por su "destacada contribución a las imágenes cinematográficas" (1998). Wise también tiene una estrella (num. 6340) en el paseo de la fama de Hollywood.
En 2012, el Motion Picture Editors Guild publicó una lista de las 75 películas mejor editadas de todos los tiempos basándose en una encuesta entre sus miembros. Ciudadano Kane, que Wise había editado al principio de su carrera, figuraba en segundo lugar.
En Indiana, el gobernador Roger D. Branigin proclamó el 1 de marzo de 1967 como el Día de Robert Wise en honor al estreno de 1967 de The Sand Pebbles en Indianápolis. Wise también fue nombrado Sagamore de Wabash (Premio del Estado de Indiana a los mayores contribuidores del Estado). En 1968, Wise recibió un doctorado honoris causa en Bellas Artes del Franklin College y en 1981 copresidió una campaña de recaudación de fondos de 10 millones de dólares para la universidad. Connersville, Indiana, proclamó el 4 de junio de 1968 como el Día de Robert Wise, mientras que su lugar de nacimiento, Winchester, Indiana, hizo una proclamación similar al día siguiente.
El 3 de noviembre de 1990, Wise asistió a la inauguración del Centro de Artes Escénicas Robert E. Wise en la nueva Escuela Secundaria de Connersville. En 1992, Wise fue nombrado el primer ganador del premio Crystal Heart Career Achievement Award del Festival de Cine Heartland, con sede en Indianápolis. En 2002, la Indiana Historical Society (Sociedad Histórica de Indiana) nombró a Wise una leyenda viviente Wise también está representado en un mural de nativos famosos del condado de Randolph, Indiana, en el palacio de justicia del condado. Este mural fue pintado por el artista local Roy L. Barnes.
Premios Óscar
| Año  | Categoría                            | Película                             | Resultado |
| ---- | ------------------------------------ | ------------------------------------ | --------- |
| 1942 | Mejor montaje                        | Ciudadano Kane                       | Nominado  |
| 1959 | Mejor director                       | ¡Quiero vivir!                       | Nominado  |
| 1962 | Mejor película                       | West Side Story                      | Ganador   |
| 1962 | Mejor director                       | West Side Story                      | Ganador   |
| 1966 | Mejor película                       | The Sound of Music                   | Ganador   |
| 1966 | Mejor director                       | The Sound of Music                   | Ganador   |
| 1967 | Mejor película                       | El Yang-Tsé en llamas                | Nominado  |
| 1967 | Premio en memoria de Irving Thalberg | Premio en memoria de Irving Thalberg | Ganador   |

Premios Globo de Oro
| Año  | Categoría                           | Película              | Resultado |
| ---- | ----------------------------------- | --------------------- | --------- |
| 1958 | Mejor película dramática            | ¡Quiero vivir!        | Nominado  |
| 1958 | Mejor director                      | ¡Quiero vivir!        | Nominado  |
| 1961 | Mejor película de comedia o musical | West Side Story       | Ganador   |
| 1961 | Mejor director                      | West Side Story       | Nominado  |
| 1963 | Mejor director                      | La casa encantada     | Nominado  |
| 1965 | Mejor película de comedia o musical | The Sound of Music    | Ganador   |
| 1965 | Mejor director                      | The Sound of Music    | Nominado  |
| 1966 | Mejor película dramática            | El Yang-Tsé en llamas | Nominado  |
| 1966 | Mejor director                      | El Yang-Tsé en llamas | Nominado  |

Festival Internacional de Cine de Venecia
| Año  | Categoría                  | Película                   | Resultado |
| ---- | -------------------------- | -------------------------- | --------- |
| 1954 | Premio especial del jurado | La torre de los ambiciosos | Ganador   |